# Дере-Гилятаг
Дере-Гилятаг (азерб. Dərə Gilətağ) — село в административно-территориальном округе села Гилятаг Зангеланского района Азербайджана.

## История
В ходе Первой карабахской войны, в 1993 году село было занято армянскими вооружёнными силами, и до ноября 2020 года находилось под контролем непризнанной НКР. 2 ноября 2020 года, в ходе Второй карабахской войны, президент Азербайджана объявил об освобождении села Дере-Гилятаг вооружёнными силами Азербайджана.